# Killing Time (Massacre)
| Recensione               | Giudizio   |
| ------------------------ | ---------- |
| AllMusic                 |            |
| BBC                      | Favorevole |
| Christgau's Record Guide | B+         |
| Downbeat                 |            |
| Dusted Reviews           | Favorevole |
| Pitchfork                |            |
| Piero Scaruffi           |            |

Killing Time è l'album di debutto del power trio statunitense di musica sperimentale Massacre, pubblicato nel settembre 1981 dall'etichetta discografica Celluloid. 
Consiste in una raccolta di registrazioni effettuate nel giugno 1981 presso lo studio OAO di Martin Bisi a Brooklyn, New York City, e dal vivo tratte dai concerti di aprile a Parigi. Il gruppo si sciolse poco dopo, riformandosi infine diciassette anni dopo con Charles Hayward che sostituì Maher alla batteria. Il disco fu generalmente ben accolto dalla critica dell'epoca.

## Tracce
Musiche dei Massacre.
Lato A
1. Legs – 2:04
2. Aging with Dignity – 3:09
3. Subway Heart – 2:45
4. Killing Time – 2:54
5. Corridor – 1:58
6. Lost Causes – 3:15
7. Not the Person We Knew – 3:17

Durata totale: 19:22
Lato B
1. Bones – 1:41
2. Tourism – 4:12
3. Surfing – 1:15
4. As Is – 8:06
5. After – 5:01
6. Gate – 2:38
7. Domaine de Planousset – 2:59
8. Kick the Can (part 2) – 2:14

Durata totale: 28:06

## Formazione
Massacre
- Fred Frith – chitarra Burns Black Bison, Casio, radio, voce, laringofono da pilota della seconda guerra mondiale
- Bill Laswell – basso elettrico a quattro e sei corde, tromba pocket
- Fred Maher – batteria, percussioni

Produzione
- Martin Bisi – ingegneria del suono (New York)
- Jean-Marc Foussat – ingegneria del suono (Parigi)
- Greg Curry – ingegneria del suono (materiale aggiuntivo su nastro)
- Tina Curran – fotografia della copertina originale
- Thi-Linh Le – fotografia della copertina originale e design originale
- Jan Luss – design originale